# Fougères
Fougères (Felger in bretone, Foujerr o Foujère in gallo) è un comune francese di 20 646 abitanti situato nel dipartimento dell'Ille-et-Vilaine nella regione della Bretagna.
È la città natale del pittore Emmanuel de La Villéon (1858-1944) e del calciatore Fabien Lemoine. Nelle sue vicinanze è stato scoperto il minerale che porta il suo nome, la fougèrite.

## Monumenti e luoghi d'interesse
- Castello di Fougères

## Società

### Evoluzione demografica
Abitanti censiti

## Amministrazione

### Gemellaggi
- Bad Münstereifel, dal 1967
- Ashford, dal 1984
- Somoto